# Polykarp Kusch
Polykarp Kusch (Blankenburg (Harz), Saska-Anhalt, Njemačka, 26. siječnja 1911. – Dallas, Teksas, SAD, 20. ožujka 1993.), američki fizičar njemačkog podrijetla. Diplomirao (1933.) i doktorirao (1936.) na Sveučilištu Illinois. Bio je profesor na Sveučilištu Columbia u New Yorku (od 1949. do 1972.) i Sveučilištu Texas u Dallasu (od 1972. do 1982.). Izveo mnogobrojna precizna mjerenja svojstava atoma, molekula i atomskih jezgara metodom radiofrekventnih snopova. Pokazao (1947.) da se vrijednost magnetskog momenta elektrona ne poklapa s teorijski izračunatom vrijednosti Bohrova magnetona; prema njegovim mjerenjima (1952.) magnetski moment elektrona veći je za 1/1000. Za precizno određivanje magnetskoga momenta elektrona dobio je s W. E. Lambom Nobelovu nagradu za fiziku (1955.).

## Magnetski moment
Magnetski moment ili magnetski dipolni moment (znak m ili μ) je vektorska fizikalna veličina kojom se opisuju svojstva stalnih (permanentnih) magneta i električnih zavojnica kroz koje teče električna struja; umnožak je jakosti električne struje i ploštine petlje. Smjer je vektora magnetskoga momenta od sjevernoga prema južnom magnetskom polu, odnosno okomit je na površinu petlje kroz koju teče električna struja. Mjerna je jedinica amper puta kvadratni metar (A ∙ m2). Magnetski momenti čestica u atomskoj i nuklearnoj fizici iskazuju se s pomoću Bohrova i nuklearnoga magnetona.

## Povijest istraživanja elektrona
Prvi je Tales iz Mileta (600 pr. Kr.) pisao da jantar (grč. ἤλεϰτρον, ḗlektron), kada se tare, privlači sitne čestice tvari, a W. Gilbert otkrio je da i druge tvari, a ne samo jantar, imaju električno svojstvo. Pojavu električnoga odbijanja prvi je 1672. opazio Otto von Guericke, a 1663. konstruirao je prvi elektrostatički stroj na trenje. Razliku među vodičima i izolatorima otkrio je Stephen Gray. Francuski kemičar C. F. C. du Fay utvrdio je 1734. različitost električnog naboja nastalog trljanjem stakla od naboja nastalog trljanjem smole, a G. Ch. Lichtenberg nazvao je pozitivnim električni naboj nastao trljanjem stakla. Oko 1747. B. Franklin konstatirao je da se pri trenju stvaraju uvijek jednake količine pozitivnog i negativnog električnog naboja. Istraživanjem sila koje djeluju među električnim nabojima bavili su se H. Cavendish i J. Priestley, a zakon o ovisnosti privlačne ili odbojne sile o nabojima i udaljenosti među nabojima, a osnovi pokusa formulirao, Ch. A. de Coulomb, pa se po njemu mjerna jedinica električnog naboja naziva kulon (C). Prema Coulombovu zakonu sila F koja djeluje između dvaju točkastih električnih naboja q1 i q2 razmjerna je produktu obaju naboja, a obrnuto razmjerna kvadratu njihova razmaka r:
{\displaystyle F={\frac {1}{4\cdot \pi \cdot \varepsilon _{0}}}\cdot {\frac {q_{1}\cdot q_{2}}{r^{2}}}}
gdje je: ε0 - dielektrična permitivnost vakuuma. Sila je najjača u vakuumu, a slabija u svim drugim sredstvima:
{\displaystyle F={\frac {1}{4\cdot \pi \cdot \varepsilon }}\cdot {\frac {q_{1}\cdot q_{2}}{r^{2}}}={\frac {1}{\varepsilon _{r}}}\cdot {\frac {1}{4\cdot \pi \cdot \varepsilon _{0}}}\cdot {\frac {q_{1}\cdot q_{2}}{r^{2}}}}
gdje je: εr - relativna dielektrična permitivnost nekog sredstva ili tvari, ε - dielektrična permitivnost (ili samo permitivnosti) tvari.
Sila F je vektor, pa je i jakost električnog polja E vektorska veličina, a kao smjer električnoga polja uzima se onaj smjer u kojem djeluju sile na pozitivni naboj. Električno polje može se opisati i skalarnim veličinama, potencijalima V. Električni naboji mogu pod utjecajem električnih sila obavljati mehanički rad, a to znači da u svakoj točki polja električni naboj q ima izvjesnu potencijalnu energiju (električni potencijal) s obzirom na neku referentnu točku u polju kojoj se pripisuje potencijal φ = 0. To je obično vrlo udaljena točka u polju ili Zemlja. Sve točke u polju koje imaju isti potencijal leže na ekvipotencijalnim plohama.
Za električni naboj q električni potencijal V neke točke na udaljenosti r iznosi:
{\displaystyle V={\frac {1}{4\cdot \pi \cdot \varepsilon _{0}}}\cdot {\frac {q}{r}}}
Budući da je razlika potencijala među dvjema točkama u elektrostatičkom polju jednaka električnom naponu među tim točkama, to će u elektrostatici, gdje naboji miruju, sve točke nekog vodiča biti na istom električnom potencijalu, jer bi inače zbog napona došlo do gibanja naboja. Iz odnosa Uab = Va – Vb proizlazi da se električni potencijal i električni napon mjere istom mjernom jedinicom volt (V), a jakost električnog polja mjeri se u voltima po metru (V/m).
Elektron je prva otkrivena subatomska čestica. Kako bi objasnili Faradayev zakon elektrolize i atomsku strukturu materije, George Johnstone Stoney i H. von Helmholtz pretpostavili su (1881.) da se elektricitet pojavljuje samo u višekratnicima osnovnog iznosa. Godine 1891. Johnstone Stoney je predložio naziv elektron za osnovni iznos električnoga naboja. Poslije se taj naziv počeo primjenjivati za čestice u katodnom zračenju, to jest za čestice atomskog omotača. Katodno zračenje čine snopovi iz katode izbačenih atomskih elektrona u katodnoj cijevi. Otkrio ga je Julius Plücker 1858., ali je konačna spoznaja da su to snopovi nabijenih čestica uslijedila tek potkraj 19. stoljeća. Otklanjanje katodnog zračenja u magnetskom polju (W. Crookes, J. B. Perrin) dalo je naznake da ga čine negativno nabijene čestice. Godine 1896. H. A. Lorentz je objašnjavao cijepanje spektralnih linija u magnetskom polju (Zeemanov učinak) pretpostavkom o elektronu kao sastavnom dijelu atoma. Pokusi J. J. Thomsona pokazali su da je specifični električni naboj (e/m) čestica u katodnom zračenju neovisan o materijalu katode i o načinu na koji su čestice izbačene; i da je masa elektrona oko 1/1840 dio mase vodikova atoma. Thomsonovi radovi i zaključak da je elektron sastavna čestica svih atoma smatraju se otkrićem elektrona (1897.). Točan iznos elementarnoga električnog naboja elektrona izmjerio je R. A. Millikan (1909.). J. C. Maxwell u svojoj je teoriji elektromagnetizma otkrio da je elektromagnetsko polje tromo. Na osnovi te teorije Lorentz je 1895. elektron zamislio kao kuglicu u kojoj je električni naboj, a okružena je električnim poljem ukupne energije E. Na osnovi Einsteinove relacije E = mc², pretpostavivši dakle da je tromost (masa) elektrona posljedica tromosti njegova električnog polja, Lorentz je izračunao (takozvani klasični) polumjer elektrona r = e²/mec² = 2,82 · 10–15 m. E. Rutherford je otkrio atomsku jezgru (1911.), N. Bohr (1913.) je postavljanjem kvantnih uvjeta za gibanje elektrona objasnio stabilnost i jednakost atoma i optičke spektre.
Kvantna mehanika (L. de Broglie 1924., W. K. Heisenberg, E. Schrödinger 1925.) pronalazi novo svojstvo elektrona: valno gibanje, koje potvrđuje difrakcija elektrona na kristalnoj rešetki. Elektron se ponaša kao val (dualizam), kojemu je valna duljina određena de Broglieovom relacijom λ = h/mev i kao mali zvrk sa spinom h/4π i magnetskim momentom eh/4πmec (G. E. Uhlenbeck 1925.) te da se u višeatomskim sustavima elektroni raspoređuju u dozvoljena kvantna stanja samo po jedan u pojedino stanje (Paulijevo načelo).
Relativistička kvantna mehanika (P. Dirac, 1928.) donosi Diracovo otkriće simetrije s obzirom na izmjenu električnoga naboja čestice. Dirac pretpostavlja postojanje pozitrona (pozitivno nabijenog elektrona, to jest antielektrona). Carl David Anderson je otkrio 1932. pozitrone u kozmičkom zračenju. Primjenjujući kvantne zakone na elektromagnetsko polje, W. Pauli postavio je (1928.) Paulijevo načelo, tvrdnju da se svaki elektron u atomu nalazi u drugome kvantnom stanju. Mjerenje pomaka dvaju stanja u vodiku, takozvanog Lambova pomaka (W. E. Lamb 1947.), i precizno mjerenje magnetskoga momenta elektrona (P. Kusch i Henry Foley 1947.) utvrdili su malo (0,12%) odstupanje od Diracove teorije. Moderna mjerenja magnetizma elektrona najpreciznija su mjerenja uopće. 
Nobelova nagrada za fiziku za godinu 1989. dodijeljena je . G. Dehmeltu za mjerenje magnetizma elektrona s točnošću od dvanaest znamenki. Kvantna elektrodinamika objasnila je na primjer proizvodnju parova elektron-pozitron s pomoću fotona veće energije i Comptonov učinak.